# Истопки (Октябрьский район)
Истопки (бел. Істопкі) — деревня в Октябрьском районе Гомельской области Беларуси. В составе Протасовского сельсовета.
Кругом лес.

## География

### Расположение
В 26 км на северо-восток от городского посёлка Октябрьский, 15 км от железнодорожной станции Ратмировичи (на ветке Бобруйск — Рабкор от линии Осиповичи — Жлобин), 169 км от Гомеля.

## Транспортная сеть
Транспортные связи по просёлочной, затем автомобильной дороге Паричи — Октябрьский. Застройка деревянная.

## История
По письменным источникам известна со 2-й половины XIX века, когда застенок Истопки входил в Рудобельскую волость Бобруйского уезда Минской губернии. В 1930 году организован колхоз. Во время Великой Отечественной войны немецкие каратели в апреле 1942 года полностью сожгли деревню и убили 17 жителей. 5 жителей погибли на фронте. Согласно переписи 1959 года в составе колхоза «Восток» (центр — деревня Моисеевка).

## Население

### Численность
- 2004 год — 1 хозяйство, 1 житель.

### Динамика
- 1897 год — 10 дворов, 81 житель (согласно переписи).
- 1908 год — 16 дворов, 88 жителей.
- 1917 год — 99 жителей.
- 1940 год — 25 дворов 110 жителей.
- 1959 год — 111 жителей (согласно переписи).
- 2004 год — 1 хозяйство, 1 житель.